# Boala arterială periferică
Boala arterială periferică (BAP), cunoscută și sub numele de boala periferică vasculară  (BPV), boala oclusivă arterială periferică sau  arteriopatia obliterantă periferică, reprezintă subțierea arterelor în afara celor care aprovizionează inima și creierul. Cel mai adesea sunt afectate picioarele. Simptomul clasic este durerea piciorului în timpul mersului ce trece odată cu odihna. Alte simptome includ: ulcerațiile pielii, pielea albăstruie, pielea rece sau creșterea înceată a unghiilor și a părului la piciorul afectat. Complicațiile pot include o infecție sau moartea țesuturilor ce ar putea duce la amputare, boala arterelor coronariene sau accident vascular cerebral. Până la jumătate dintre persoane nu prezintă simptome.

## Cauze
Principalul factor de risc este fumatul țigărilor. Alți factori de risc includ diabetul, tensiune arterială ridicată și colesterol ridicat. Mecanismul de bază este, de obicei, arterioscleroza care, dacă se deschide, poate duce la închiderea completă a arterei. BAP este, de obicei, diagnosticat prin găsirea unui indice gleznă-braț (IGB) mai mic de 0,90, ceea ce reprezintă presiunea sistolică a sângelui la gleznă împărțit la presiunea sistolică a sângelui la braț. Angiografia este un test de diagnosticare mai exact, dar prezintă riscuri.

## Simptome
Boala arterială periferică poate evolua fără simptome evidente, dar pe măsură ce arterele se îngustează simptomele devin evidente și severe. Claudicația intermitentă este cel mai frecvent simptom al bolii arteriale periferice și este caracterizată de o durere musculară resimțită la nivelul membrelor inferioare în timpul mersului sau al altor activități fizice. Durerea este provocată de diminuarea necesarului de oxigen pentru funcționarea normală a mușchilor din cauza fluxului sanguin redus și dispare în general în timpul repausului. Pe măsură ce boala avansează durerea nu va mai dispărea în repaus. Picioarele încep să se subțieze, își pierd părul, devin palide sau albăstrui. Când boala se agravează apar răni dureroase la degete sau la picioare, iar țesuturile încep sa moară și apare cangrena. 

## Prevenire și tratament
Nu este clar dacă screening-ul pentru această boală este util deoarece nu a fost studiat îndeaproape. La persoanele cu BAP oprirea fumatului și exercițiul terapiei sub supraveghere îmbunătățesc rezultatele. Medicamentele, inclusiv statinele, inhibatorii ECA și cilostazolul pot, de asemenea, ajuta. Aspirina nu pare a-i ajuta pe aceia cu afecțiune ușoară, dar este, în general, recomandată persoanelor cu grad mai sever al bolii. Warfarina nu aduce beneficii în mod normal. Procedurile utilizate pentru a trata boala includ: bypassul aortei, angioplastia și aterectomia.

## Epidemiologie
În anul 2010, aproximativ 202 milioane de oameni au avut BAP, oriunde în lume. În țările dezvoltate aceasta afectează aproximativ 5,3% dintre persoanele între 45 și 50 de ani și 18,6% dintre persoanele între 85 și 90 de ani. În țările în curs de dezvoltare aceasta afectează aproximativ 4,6% dintre persoanele între 45 și 50 de ani și 15% dintre persoanele între 85 și 90 de ani. În țările dezvoltate BAP este comun în mod egal între femei și bărbați, în timp ce femeile sunt mai afectate în țările în curs de dezvoltare. În 2013, BAP a dus la aproximativ 41.000 de decese, în creștere de la 16.000 de decese în 1990.

## Legături externe
- Materiale media legate de Boala arterială periferică la Wikimedia Commons
- "Peripheral Arterial Disease" at the National Heart, Lung and Blood Institute
- Peripheral Arterial Disease (P.A.D.) at the American College of Foot and Ankle Surgeons
- Gerhard-Herman, Marie D.; Gornik, Heather L.; Barrett, Coletta; Barshes, Neal R.; Corriere, Matthew A.;  et al. (13 noiembrie 2016). „2016 AHA/ACC Guideline on the Management of Patients With Lower Extremity Peripheral Artery Disease: Executive Summary”. Circulation. 135: CIR.0000000000000470. doi:10.1161/CIR.0000000000000470.